# 別れの茶摘歌姉妹篇 お姉さんと呼んだ人
『別れの茶摘歌姉妹篇 お姉さんと呼んだ人』（わかれのちゃつみうたしまいへん おねえさんとよんだひと）は、1957年（昭和32年）に公開された日本映画。製作は連合プロ。配給は東宝。モノクロ、スタンダード。同時上映は『最後の脱走』（監督：谷口千吉、主演：鶴田浩二）。
同年に公開された『別れの茶摘歌』の姉妹編で、前作の主人公千代が姉と慕うお茶問屋の娘・道子と農事試験場の技師との悲恋を描く。撮影も前作と並行して行われた。

## キャスト
以下の役名と出演者名は特に記載のない限り東宝に従った。
- 井上道子：扇千景
- 上野正夫：小泉博
- 坂田千代：島倉千代子
- 井上達夫：平田昭彦
- 坂田やす子：北川町子
- まつ：中野俊子[4]
- 山崎：中丸忠雄
- 試験所長：生方壮児
- 井上静子：三條利喜江
- 井上増吉：山田巳之助
- 大塚：村上冬樹[4]
- 葉子（達夫の妻）：津山路子
- 大沢：三原秀夫
- 酒場のマダム：立花暎子

## スタッフ
以下のスタッフ名は特に記載のない限り東宝に従った。
- 製作：竹井諒
- 脚本：本多猪四郎、竹中弘祐
- 音楽：竹岡信幸
- 撮影：栗林実
- 美術：阿久根巌
- 録音：山元三弥[5]
- 照明：田中義男
- 助監督：船床定男
- 監督：本多猪四郎